# Hrîpsk, Șațk
Hrîpsk (în ucraineană Хрипськ) este un sat în comuna Rostan din raionul Șațk, regiunea Volînia, Ucraina.

## Demografie
Componența lingvistică a localității Hrîpsk
     Ucraineană (96,03%)
     Belarusă (2,89%)
     Rusă (1,08%)
Conform recensământului din 2001, majoritatea populației localității Hrîpsk era vorbitoare de ucraineană (96,03%), existând în minoritate și vorbitori de belarusă (2,89%) și rusă (1,08%).